# 光ソリトン
光ソリトン（英: optical soliton）は、光ファイバなどの光導波路の分散性と非線形性がつりあうことによって生じる孤立波であり、ソリトンの一種である。この結果、光ソリトンは次の条件を満たす。
1. 伝播している光ソリトンの形状、速度などが不変。←粒子の「エネルギーおよび運動量保存の法則」に相当する
2. 光ソリトン同士が衝突しても、衝突の前後でそれらの波形や速度には変化は生じない（衝突する光ソリトンが二つより多くてもよい）。←波の個別性の保持、衝突前後の運動量保存

光ソリトンは、1973年に米国ベル研究所在職中の長谷川晃（現大阪大学名誉教授）とF. D. タッパートにより、その存在が理論的に予測され、1980年に同じくベル研究所のリン・F・モレナウアーによって初の実験的観測がなされた。その後、長谷川とモレナウアーにより、ファイバのラマン効果を使った光増幅器を用いた全光長距離ファイバ通信システムの提案と実験的検証がベル研究所内で行われ、成功した。
1980年代後半のエルビウム添加光ファイバ光増幅器（EDFA）の出現に刺激を受け、全光長距離ファイバ通信システムに光ソリトンを用いる研究が1990年代を通して、全世界で活発化した。

## 非線形シュレディンガー方程式のソリトン解
ファイバ中での光パルスの伝播を記述する方程式である非線形シュレディンガー方程式を以下に示す。ここで、位置座標は{\displaystyle Z}はファイバの長手方向に測った伝播距離、{\displaystyle T}は群速度で運動する座標系で測った時間、{\displaystyle q}は電場の複素包絡線振幅であり、これらの量は規格化されている。
{\displaystyle i{\frac {\partial q}{\partial Z}}+{\frac {1}{2}}{\frac {\partial ^{2}q}{\partial T^{2}}}+|q|^{2}q=0}
上の式はソリトン解
{\displaystyle q(Z,T)=\eta {\mbox{sech}}(T-\kappa Z-T_{0})\exp\{-i\kappa T+{\frac {1}{2}}(\eta ^{2}+\kappa ^{2})Z+i\theta _{0}\}}
を持つ。

## 光ソリトンの種類
- 時間ソリトン（ブライトソリトン）：異常分散性とカー効果のつりあいで生じるソリトン
- 時間ソリトン（ダークソリトン）：正常分散性とカー効果のつりあいで生じるソリトン
- 分散マネージメントソリトン
- 空間ソリトン
- ブラッグソリトン